# Ekonomiåret 1905

## Händelser
- Svenska Lantmännens Riksförbund bildas genom sammanslagnigar av böndernas ekonomiska föreningar och är den äldsta riksorganisationen på lantbruksområdet.[1]

## Bildade företag
- Austin Motor Company
- Rolex
- Trelleborg AB

## Födda
- 21 juli - David M. Kennedy, amerikansk republikansk politiker, USA:s finansminister 1969-1971.

## Avlidna
- 27 februari - George S. Boutwell, amerikansk politiker, USA:s finansminister 1869-1873.